# 新里奇蒙 (印地安納州)
新里奇蒙（英語：New Richmond）是一個位於美國印地安納州蒙哥馬利縣的城鎮。

## 人口
根據2010年美國人口普查的數據，新里奇蒙的面積為0.50平方千米，當中陸地面積為0.50平方千米，而水域面積為0.00平方千米。當地共有人口333人，而人口密度為每平方千米666人。